# Chevrolet Orlando
Chevrolet Orlando es un vehículo monovolumen familiar de 7 puestos muy versátil lanzado por GM al mercado mundial en el 2011, con 4 versiones de motores todos ellos de 4 cilindros. 
- Un 1.8 ECOTEC de 141 hp, utilizado por el Chevrolet Cruze en el mercado latinoamericano
- Otro motor 1.4 turbo de 140 hp utilizado en el Cruze del mercado norteamericano
- Un 2.0 diésel de 163hp y 270 lbp para el mercado europeo
- Un 4 cilindros 2.4  ECOTEC con sistema de alimentación DISI que genera 175 hp, comercializado en algunos países suramericanos.

En Colombia y Venezuela solo se comercializó la versión 2.4 ECOTEC en los años 2013 y 2014. Traía transmisión automática de 6 velocidades.

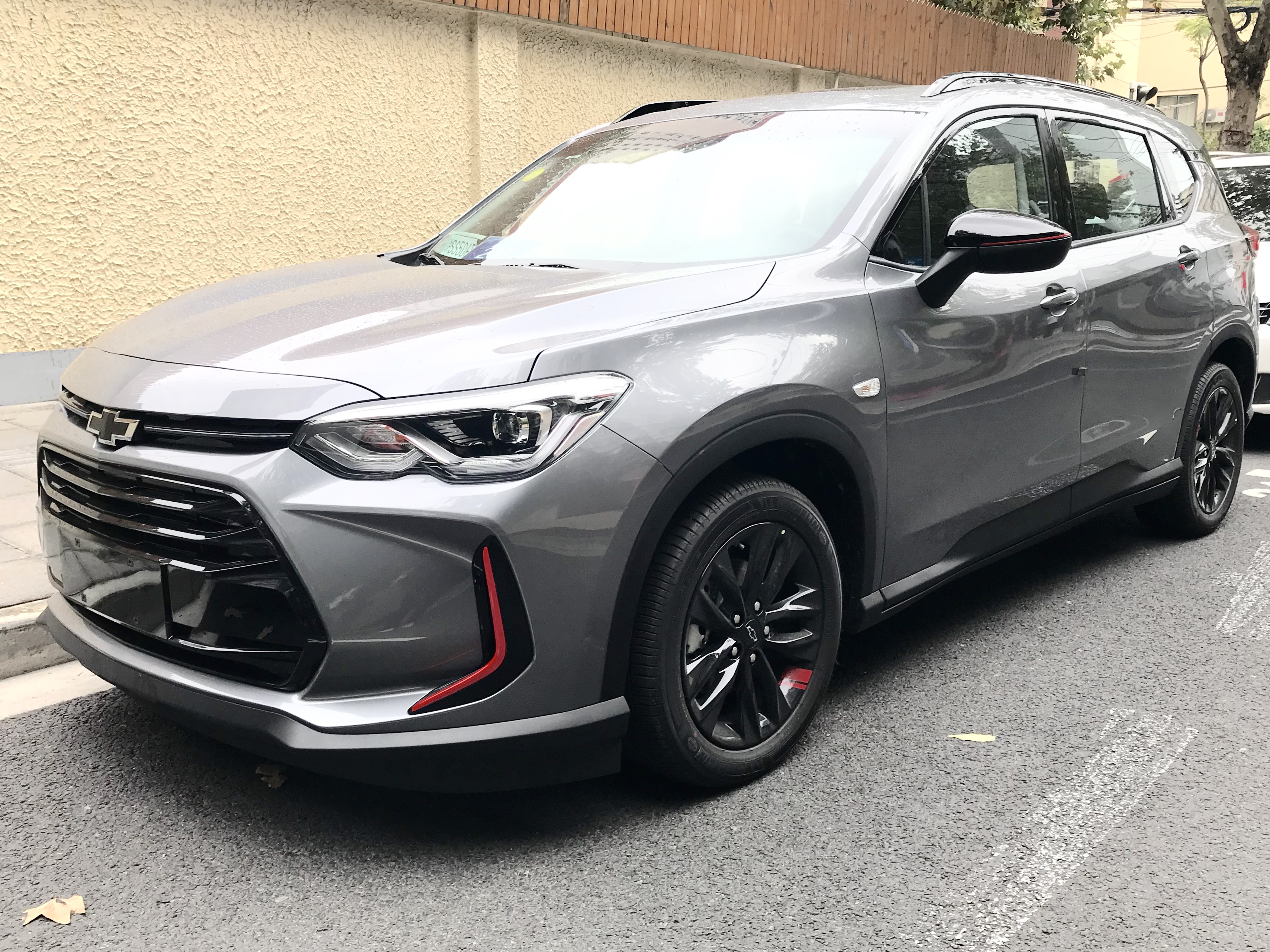
Chevrolet Orlando 2019 En China

- Datos: Q31905
- Multimedia: Chevrolet Orlando / Q31905